# Arblada de'n Haut
Arblada de'n Haut (en francès Arblade-le-Haut) és un municipi francès situat al departament del Gers i a la regió d'Occitània.

## Geografia

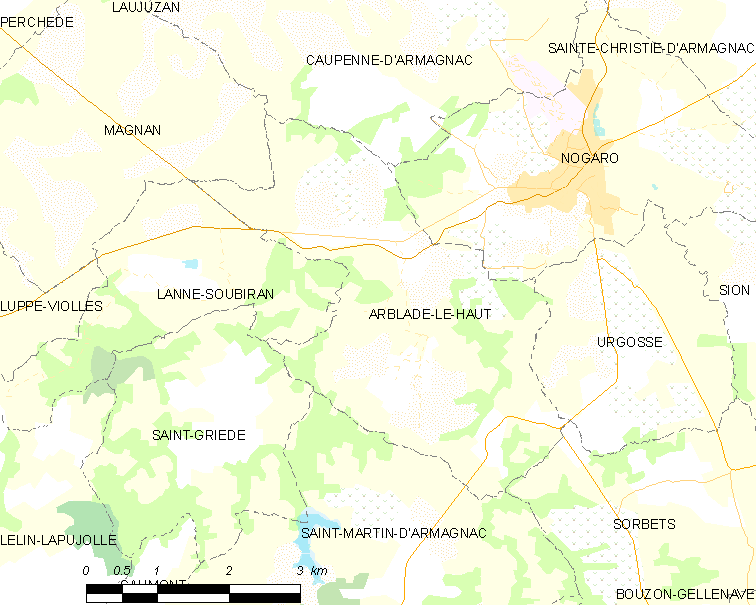
Mapa de la comuna d'Arblada de'n Haut

## Administració i política
Alcaldes
| Període | Identitat          | Partit        |
| ------- | ------------------ | ------------- |
| 1989-   | Jean-Marie Verrier | Divers gauche |

## Demografia
| 1962                                       | 1968 | 1975 | 1982 | 1990 | 1999 | 2006 |
| ------------------------------------------ | ---- | ---- | ---- | ---- | ---- | ---- |
| 262                                        | 246  | 225  | 261  | 260  | 276  | 275  |
| Des de 1962: població sense dobles comptes |      |      |      |      |      |      |